# Puchar Szwecji w piłce siatkowej mężczyzn (2010)
Rozgrywki o Puchar Szwecji w piłce siatkowej mężczyzn w 2010 roku zainaugurowane zostały 28 marca. 
Składały się z trzech rund wstępnych, ćwierćfinałów i turnieju finałowego, w którego skład wchodzą półfinały i finał. 
Turniej finałowy rozegrany zostanie w dniach 20-21 listopada 2010 roku w hali Fyrishov w Uppsali.
Puchar Szwecji zdobyła drużyna Falkenbergs VBK.

## Terminarz
| Runda            | Termin              | Termin               | Liczba meczów |
| Runda            | pierwszy mecz       | ostatni mecz         | Liczba meczów |
| ---------------- | ------------------- | -------------------- | ------------- |
| 1. runda         | 28 marca 2010       | 9 kwietnia 2010      | 7             |
| 2. runda         | 18 kwietnia 2010    | 14 maja 2010         | 7             |
| 3. runda         | 5 września 2010     | 30 września 2010     | 4             |
| Ćwierćfinały     | 2 października 2010 | 24 października 2010 | 4             |
| Turniej finałowy | 20 listopada 2010   | 21 listopada 2010    | 4             |

## Drużyny uczestniczące
| Elitserien      | Elitserien  |
| Zespół          | Osiągnięcie |
| --------------- | ----------- |
| Falkenbergs VBK | zwycięstwo  |
| Habo WK 87      | ćwierćfinał |
| Hylte VBK       | 4. miejsce  |
| Lunds VK        | ćwierćfinał |
| Örkelljunga VK  | finał       |
| Sollentuna VK   | 3. miejsce  |

| Div 1             | Div 1       |
| Zespół            | Osiągnięcie |
| ----------------- | ----------- |
| Falkenbergs VBK B | 3. runda    |
| IFK Helsingborg   | 3. runda    |
| Lidingö SK        | 2. runda    |
| Lunds VK B        | 2. runda    |
| Säters IF VBK     | ćwierćfinał |
| Södertelge VBK    | ćwierćfinał |
| Teknikum VK       | 2. runda    |

| Div 2             | Div 2       |
| Zespół            | Osiągnięcie |
| ----------------- | ----------- |
| Habo Wolley B     | 3. runda    |
| KFUM Kristianstad | 1. runda    |
| Solna VBK         | 3. runda    |
| Södertelge VBK B  | 1. runda    |
| Södertelge VBK C  | 1. runda    |
| Uppsala VBS B     | 2. runda    |

| Inne               | Inne        |
| Zespół             | Osiągnięcie |
| ------------------ | ----------- |
| Aneby BC           | 1. runda    |
| Engelholms VS      | 2. runda    |
| Uno VBK            | 1. runda    |
| Varbergs VBF       | 2. runda    |
| Västra Ämtervik IF | 1. runda    |
| Vindrarps VK       | 1. runda    |
| VK Orion           | 2. runda    |

## Rundy wstępne
Drużyny oznaczone czcionką pogrubioną awansowały do dalszej rundy.

### 1. runda
| 09.04.2010 | Uppsala VBS B    | 3:0 (25:12, 25:19, 25:23)               | Södertelge VBK C |
| 08.04.2010 | Södertelge VBK B | 2:3 (20:25, 17:25, 25:21, 27:25, 11:15) | Solna VBK        |
| 28.03.2010 | Aneby BC         | 1:3 (21:25, 29:27, 20:25, 19:25)        | Habo Wolley B    |
| 05.04.2010 | Uno VBK          | 0:3 (14:25, 11:25, 15:25)               | VK Orion         |

| 09.04.2010 | Varbergs VBF      | 3:0 (25:0, 25:0, 25:0)                  | Västra Ämtervik IF |
| 31.03.2010 | KFUM Kristianstad | 1:3 (25:17, 19:25, 20:25, 24:26)        | Lunds VK B         |
| 06.04.2010 | IFK Helsingborg   | 3:2 (23:25, 25:21, 23:25, 25:23, 15:11) | Vindrarps VK       |

### 2. runda
| 24.04.2010 | Uppsala VBS B | 0:3 (13:25, 17:25, 14:25)               | Säters IF VBK  |
| 14.05.2010 | Solna VBK     | 3:0 (25:17, 25:23, 25:17)               | Teknikum VK    |
| 18.04.2010 | Habo Wolley B | 3:2 (25:23, 25:14, 19:25, 22:25, 15:13) | Lidingö SK     |
| 24.04.2010 | VK Orion      | 0:3 (15:25, 15:25, 20:25)               | Södertelge VBK |

| 18.04.2010 | Varbergs VBF  | 0:3 (21:25, 15:25, 16:25)        | Lunds VK          |
| 02.05.2010 | Lunds VK B    | 1:3 (22:25, 18:25, 25:15, 12:25) | Falkenbergs VBK B |
| 13.05.2010 | Engelholms VS | 0:3 (17:25, 19:25, 22:25)        | IFK Helsingborg   |

### 3. runda
| 30.09.2010 | Solna VBK     | 0:3 (19:25, 17:25, 24:26)        | Säters IF VBK  |
| 05.09.2010 | Habo Wolley B | 1:3 (17:25, 25:22, 18:25, 23:25) | Södertelge VBK |

| 26.09.2010 | Falkenbergs VBK B | 0:3 (19:25, 21:25, 21:25) | Lunds VK   |
| 18.09.2010 | IFK Helsingborg   | 0:3 (23:25, 12:25, 25:27) | Habo WK 87 |

## Ćwierćfinały
Drużyny oznaczone czcionką pogrubioną awansowały do dalszej rundy.
| 24.10.2010 | Säters IF VBK  | 0:3 (20:25, 16:25, 18:25) | Sollentuna VK  |
| 02.10.2010 | Södertelge VBK | 0:3 (13:25, 11:25, 18:25) | Örkelljunga VK |

| 09.10.2010 | Lunds VK   | 0:3 (19:25, 20:25, 12:25)               | Falkenbergs VBK |
| 10.10.2010 | Habo WK 87 | 2:3 (23:25, 26:24, 27:25, 20:25, 15:17) | Hylte VBK       |

## Turniej finałowy

### Półfinały
| 20.11.2010 | Sollentuna VK | 2:3 (25:22, 29:27, 18:25, 19:25, 7:15) | Örkelljunga VK |

| 20.11.2010 | Falkenbergs VBK | 3:0 (25:19, 25:16, 25:22) | Hylte VBK |

### Mecz o 3. miejsce
| 21.11.2010 | Sollentuna VK | 3:1 (28:26, 25:16, 19:25, 28:26) | Hylte VBK |

### Finał
| 21.11.2010 | Örkelljunga VK | 0:3 (20:25, 21:25, 19:25) | Falkenbergs VBK |

## Klasyfikacja końcowa
| Miejsce | Zespół          |
| ------- | --------------- |
| 1       | Falkenbergs VBK |
| 2       | Örkelljunga VK  |
| 3       | Sollentuna VK   |
| 4       | Hylte VBK       |
| 5-8     | Habo WK 87      |
| 5-8     | Lunds VK        |
| 5-8     | Säters IF VBK   |
| 5-8     | Södertelge VBK  |